# Vlastimil Hoferek
Vlastimil Hoferek (* 6. listopadu 1946 Ostrava) je bývalý československý reprezentant v běhu na 110 a 60 metrů překážek, účastník čtyř mezistátních utkání, světové univerziády, dvou halových mistrovství Evropy v atletice, mistrovství Evropy v atletice v Římě, československý rekordman v běhu na 60 metrů překážek (7,7 s) a halový mistr Československa v roce 1973.

## Kariéra
S atletikou začínal v Trenčíně pod vedením trenéra Gibaly, v roce 1959 pokračoval v Porubě u trenéra Františka Klusala a v roce 1964 přešel do Vítkovic k Rudolfu Chovancovi. Během vojny v letech 1965-1967 působil v Banské Bystrici, odkud se vrátil zpět do Vítkovic a jejichž barvy hájil až do roku 1974.
V roce 1972 přešel k trenérovi Oto Svrškovi, pod jehož vedením dosáhl největších úspěchů. V roce 1973 získal titul halového mistra Československa v národním rekordu 7,7 s, což mu zajistilo účast na halovém mistrovství Evropy a zvítězil na Československé univerziádě v univerzitním rekordu 14,2 s. V roce 1974 mu unikla obhajoba halového mistra Československa díky kolizi s fotoreportérem  a do finále halového mistrovství Evropy mu chyběla setina sekundy. Na mistrovství Evropy v Římě doběhl na desátém místě v čase 13,89 s. V tomto roce se také dělil o 26.-34. příčku světových tabulek.
Pro rok 1975 byl zařazen do přípravy na letní olympijské hry v Montrealu. Ve stejném roce přestoupil do Třince poté, co Vítkovice sestoupily z první ligy. V roce 1976 po vleklých zraněních ukončil aktivní kariéru.

## Po kariéře
Po ukončení aktivní kariéry v roce 1976 se dále ve svém volném čase věnoval atletice a sportu. V období let 1976-1991 trénoval mládežnické kategorie od mladších žáků až po dorostence. V letech 1990-1992 pracoval jako předseda metodické komise a člen VV ČAS. V létech 1982-2017 působil jako předseda Krajského atletického svazu Moravskoslezského kraje. V roce 2017 mu ČAS udělil titul „Čestný člen ČAS“. Dodnes působí jako rozhodčí I. třídy od žákovských soutěží až po mezinárodní úroveň. V současné době je členem dozorčí rady pro Centrum individuálních sportů Ostrava.

## Úspěchy
- 1973, I. akademické halové mistrovství Evropy v atletice v Sofii, 5. na 60 m př. - 8,0 s[4]
- 1973, halové mistrovství Evropy v Rotterdamu, 11. na 60 m př. - 8,01 s
- 1973, světová univerziáda v Moskvě, semifinále na 110 m př. - 14,51 s
- 1974, halové mistrovství Evropy v Göteborgu, 9. na 60 m př. - 8,02 s
- 1974, mistrovství Evropy v Římě, 10. na 110 m př. - 13,89 s
- 1974, 26.-34. ve světových tabulkách v běhu na 110 m př. - 13,7 s[5]

## Osobní rekordy
- 100 m - 10,5 s
- 200 m - 21,4 s
- 110 m př. - 13,7 s (elektronicky 13,89 s)
- 60 m př. - 7,7 s (NR) (elektronicky 7,96 s)